# Pengjiang
Pengjiang är ett stadsdistrikt och säte för stadsfullmäktige i Jiangmens stad på prefekturnivå  i provinsen Guangdong i sydöstra Kina.
Pengjiang är indelat i tre stadsdelsdistrikt och tre köpingar.
Stadsdelsdistrikt (jiedao):
- Baisha (白沙街道)
- Chaolian (潮连街道)
- Huanshi (环市街道)

Köpingar (zhen):
- Duruan (杜阮镇)
- Hetang (荷塘镇)
- Tangxia (棠下镇)